# Lolita (operă)
Lolita (în rusă: Лолита) este o operă în două acte ale compozitorului Rodion Shchedrin. Compusă în 1992, folosește un libret în limba rusă al compozitorului, care se bazează pe romanul cu același nume al lui Vladimir Nabokov din 1955, scris în engleză. Opera a avut premiera în 1994 la Opera Regală Suedeză, Stockholm, folosind o traducere în limba suedeză a libretului original. 

## Roluri
| Rol                      | Tip de voce    | Premiera din 14 decembrie 1994 (Dirijor: Mstislav Rostropovitch) |
| ------------------------ | -------------- | ---------------------------------------------------------------- |
| Lolita                   | soprană lirică | Lisa Gustafsson                                                  |
| Humbert Humbert          | bariton        | Per-Arne Wahlgren                                                |
| Claire Quilty            | tenor liric    | Björn Haugan                                                     |
| Charlotte (mama Lolitei) | mezzosoprană   | Laila Andersson-Palme                                            |